# Кондо, Кодзи
Кодзи Кондо (яп. 近藤 浩治 Кондо: Ко:дзи, 13 августа 1961) — японский композитор и музыкант, известный своими саундтреками к видеоиграм компании Nintendo.

## Биография
Кодзи Кондо родился в японском городе Нагоя в 1961 году. Интересоваться музыкой он стал с раннего возраста, сочиняя для развлечения простые мелодии.
В 1980 году Кондо узнал, что компании Nintendo требуется композитор для написания музыки к видеоиграм для новой игровой приставки Famicom (за пределами Японии более известной как Nintendo Entertainment System). Хотя Кондо и не планировал писать музыку к видеоиграм, он решил попробовать себя в этом деле, и в 1983 году поступил на работу в Nintendo.
На новой работе Кондо столкнулся с трудностями: выяснилось, что из-за технической ограниченности звукового чипа приставки для написания музыки ему придётся использовать только 4 инструмента (а точнее, 4 звуковых канала). И хотя вскоре специалистам компании удалось найти возможность для использования пятого канала, музыка композитора была на этой игровой системе серьёзно ограничена.
После NES Кондо работал над музыкой к другим консолям Nintendo: SNES, Nintendo 64, Nintendo GameCube, Nintendo DS и, наконец, Wii. Сегодня он пишет свою музыку в CD качестве, благодаря тому что последние системы имеют гораздо более продвинутые звуковые характеристики.

## Саундтреки
Некоторые из известных саундтреков Кодзи Кондо к видеоиграм:
- Golf (1984)
- Famicom BASIC (1984)
- Devil World (в соавторстве) (1984)
- Soccer (1985)
- Wrecking Crew (1985)
- Kung Fu (1985)
- Super Mario Bros. (1985)
- Nazo no Murasamejo (1986)
- The Legend of Zelda (1986, 1987)
- Shin Onigashima (1987)
- Yume Kōjō: Doki Doki Panic (изданная за пределами Японии как Super Mario Bros. 2) (1987)
- Ice Hockey (1988)
- Super Mario Bros.: The Lost Levels (изданная на территории Японии как Super Mario Bros. 2) (1986)
- Super Mario Bros. 3 (1988, 1990)
- Super Mario World (1991)
- The Legend of Zelda: A Link to the Past (1991)
- The Legend of Zelda: Link's Awakening (1993)
- Super Mario World 2: Yoshi's Island (1995)
- Super Mario RPG: Legend of the Seven Stars (в соавторстве) (1996)
- Super Mario 64 (1996)
- Star Fox 64 (в соавторстве с Хадзимэ Вакаи) (1997)
- The Legend of Zelda: Ocarina of Time (1998)
- Super Smash Bros. (в соавторстве) (1999)
- The Legend of Zelda: Majora's Mask (в соавторстве) (2000)
- Super Smash Bros. Melee (в соавторстве) (2001)
- Super Mario Sunshine (в соавторстве) (2002)
- The Legend of Zelda: The Wind Waker (в соавторстве) (2003)
- The Legend of Zelda: Twilight Princess (в соавторстве) (2006)
- Super Mario Galaxy (в соавторстве) (2007)
- Super Smash Bros. Brawl (в соавторстве) (2008)
- The Legend of Zelda: Spirit Tracks (в соавторстве) (2009)
- New Super Mario Bros. Wii (2009)
- Super Mario Galaxy 2 (в соавторстве) (2010)
- The Legend of Zelda: Skyward Sword (в соавторстве) (2011)
- Super Mario Maker 2 (2019)
- Братья Супер Марио в кино (в соавторстве) (2023)